# Prezbiterij
Prezbitêrij (angl. chancel) je v cerkveni arhitekturi prostor okoli oltarja, vključno s korom in svetiščem (angl. presbytery), na liturgičnem vzhodnem koncu tradicionalne krščanske cerkvene zgradbe. Lahko se konča z apsido. Redko je v zahodnem delu ladje, ko geografske razmere ne dovoljujejo, da je oltar obrnjen proti vzhodu.
Zadnji kor ali retro-kor je prostor za velikim oltarjem v prezbiteriju cerkve, v katerem stoji majhen oltar na hrbtni strani glavnega.
V manjših cerkvah je osrednji (običajno nekoliko dvignjen) prostor, kjer duhovnik opravlja bogoslužje. Beseda prezbiterij izvira iz grške besede starogrško πρεσβύτερος [presbyteros], ki pomeni duhovnik (originalno starejši, starešina).  
V prezbiteriju je v večini cerkva glavni oltar s tabernakljem in daritveni oltar. Drugi vatikanski koncil je v svojih prenovitvenih dokumentih določil, da mora biti v prezbiteriju tudi ambon (pult za branje Božje besede) in oltarna miza ali daritveni oltar, pri kateri duhovnik daruje sveto mašno daritev tako, da je obrnjen proti poslušalcem. V prezbiteriju je običajno tudi velikonočna sveča.
Prezbiterij ponekod imenujejo tudi kor (angl. choir - ker je namenjen zboru duhovnikov), bolj običajno pa beseda kor pomeni prostor za pevce na galeriji (pevska empora) - glej članek kor (cerkev).
Beseda prezbiterij lahko pomeni tudi skupnost duhovnikov.

## Zgodovina
V prvih cerkvah je bilo svetišče priključeno neposredno na ladjo. Prezbiterij je bil preprosto vzhodno del ladje, bil je ograjen z nizko ograjo in imenovan kor (slov. prezbiterij). Razvoj arhitekturne značilnosti je rezultat liturgičnega razvoja, ki ga je prinesel konec preganjanj pod Konstantinom Velikim in vzpon meništva. Besedo kor so prvi uporabili pisarji zahodne Cerkve. Izidor Seviljski in Honorij iz Autuna sta napisala, da izraz izhaja iz corona, krog duhovnikov, ki so obdajali oltar.
Ko je bil prvič predstavljen, je bil kor vezan na bemo, povišano ploščad v središču ladje, na kateri so bili postavljeni sedeži za višje duhovnike in pult za branje svetih spisov. To je še vedno mogoče opaziti v baziliki Santa Maria Maggiore v Rimu. Sčasoma sta se bema (ali prezbiterij) in kor preselila na današnji položaj. V nekaterih cerkvah je kor urejen v apsidi za oltarjem. 
Nekatere evropske stolnice imajo retro-kor na hrbtni strani glavnega oltarja, odprt na vzhod proti kapelam (angl. chantries) v vzhodnem kraku.
Arhitekturne podrobnosti kora so nastale kot odgovor na njegovo funkcijo kot kraja, kjer je prostor za bogoslužje (latinsko Liturgia Horarum) samostanskih bratov ali zbora kanonikov.
Za to področje cerkve sta posebna tudi prižnica in govorniški pult. V središču ladje, obrnjen proti svetišču, lahko stoji tudi samostoječ ambon. Tudi orgle so lahko v koru.

## Korni sedeži
Območje kora zasedajo včasih fino izrezljani in okrašeni leseni sedeži, znani kot korni sedeži (korne klopi), kjer sedijo, stojijo ali klečijo duhovniki med bogoslužjem. Kor je lahko opremljen bodisi z dolgimi klopmi ali posameznimi sedeži. Lahko je tudi več vrst sedežev v vzporednih vrstah s steno cerkve.
Uporaba kornih sedežev (v nasprotju s klopmi), je bolj tradicionalna v samostanih in kolegijskih cerkvah. Samostanski korni sedeži so pogosto opremljeni s sedali, ki se zložijo, ko menihi stojijo. Pogosto je na spodnji strani pomičnega dela mizerikordija (iz latinščine za 'usmiljenost' - majhna lesena polička), na katero se lahko duhovnik nasloni, medtem ko stoji pri dolgih obredih; v srednjem veku bogato izrezljana in običajno okrašena s posvetnimi motivi. Zgornji del sedeža je oblikovan tako, da ima vzglavnik in naslonjalo za roke. Samostani imajo pogosto stroga pravila o tem, kdaj lahko menihi sedijo in kdaj morajo stati med službami.
Korne klopi so bolj pogoste v župnijskih cerkvah. Vsaka klop ima na hrbtni strani oblazinjen klečalnik, tako da lahko oseba za njim poklekne v predpisanem trenutku. Prva vrsta ima pogosto pred seboj dolg pult za člane zbora, kamor odložijo svoje knjige in tudi klečalnik.
V stolnici je običajno v tem prostoru tudi škofovski prestol ali katedra.